# NGC 177
NGC 177 (również PGC 2241) – galaktyka spiralna (Sab), znajdująca się w gwiazdozbiorze Wieloryba. Odkrył ją Frank Muller w 1886 roku.